# San Morales (kommunhuvudort)
San Morales är en kommunhuvudort i Spanien. Den ligger i provinsen Provincia de Salamanca och regionen Kastilien och Leon, i den centrala delen av landet, 160 km väster om huvudstaden Madrid. San Morales ligger 795 meter över havet och antalet invånare är 238.
Terrängen runt San Morales är platt. Runt San Morales är det ganska glesbefolkat, med 21 invånare per kvadratkilometer. Närmaste större samhälle är Salamanca, 13,8 km väster om San Morales. Trakten runt San Morales består till största delen av jordbruksmark.